# Cargo sous terrain
Cargo sous terrain (CST, französisch für «Fracht unter der Erde») ist eine Aktiengesellschaft mit Sitz in Basel. Sie hat zum Ziel, ein Tunnelsystem in der Schweiz zu bauen. Ziel des Projektes ist es, möglichst viel Güterverkehr unter die Erde zu bringen.

## Projektkonzept
CST versteht sich als Gesamtlogistiksystem, das Warentransporte von der Quelle bis zur Senke ermöglicht. Es soll Paletten und andere Behältnisse aufnehmen können und sich sowohl für die Versorgung mit Frischwaren und Gütern, wie auch für die Entsorgung von Abfällen und das Recycling eignen. In den Städten möchte Cargo sous terrain mit der City-Logistik Lösungen anbieten, um die Versorgung von Innenstädten mit Gütern dank modernen Transportmitteln mit weniger Emissionen zu gewährleisten. Dies kann durch Cargo sous terrain erreicht werden, da die unterschiedlichen Arten von Gütern an den Hubs gesammelt werden und die Routen in die Innenstädte effizienter geplant und geführt werden können.
Für den Betrieb von Cargo sous terrain ist zudem der Einsatz von erneuerbaren Energien vorgesehen.
Das Gesamtlogistiksystem von CST umfasst drei Komponenten:
- ein Tunnelsystem zwischen städtischen Ballungsgebieten und Logistikzentren
- eine effiziente städtische Feinverteilung (City-Logistik)
- eine nahtlos integrierte IT-Lösung für einen vollautomatisierten Betrieb

Die gesamte Finanzierung soll durch die Privatwirtschaft erfolgen. Die Planung und Entwicklung des Systems geschieht in enger Abstimmung mit den künftigen Nutzern. Massgebliche Branchenvertreter sind an der Aktiengesellschaft beteiligt und arbeiten aktiv am Lösungskonzept mit. Zu den Hauptaktionären der AG gehören u. a. die Post, Swisscom und SBB Cargo, die Detailhändler Coop und Migros sowie der Berner Energiekonzern BKW und die Versicherer Mobiliar und Vaudoise.
Der Schweizer Bundesrat hat im November 2016 signalisiert, dass er gewillt ist, unter bestimmten Voraussetzungen die gesetzlichen Grundlagen für den Bau zu schaffen. Im Januar 2018 vermeldeten die Initianten, dass die vom Bundesrat geforderten privaten Investitionszusagen von 100 Mio. Franken erreicht wurden. Der Vollausbau soll schätzungsweise 30 bis 35 Mia. Franken kosten und bis 2045 abgeschlossen sein. 2025 wurde bekannt, dass die CST nur noch mit Investitionen von rund 25 Milliarden Franken rechnet.
Von September 2013 bis im März 2017 war Cargo sous terrain als Förderverein organisiert. Im März 2017 wurde der Förderverein in eine Aktiengesellschaft umgewandelt.

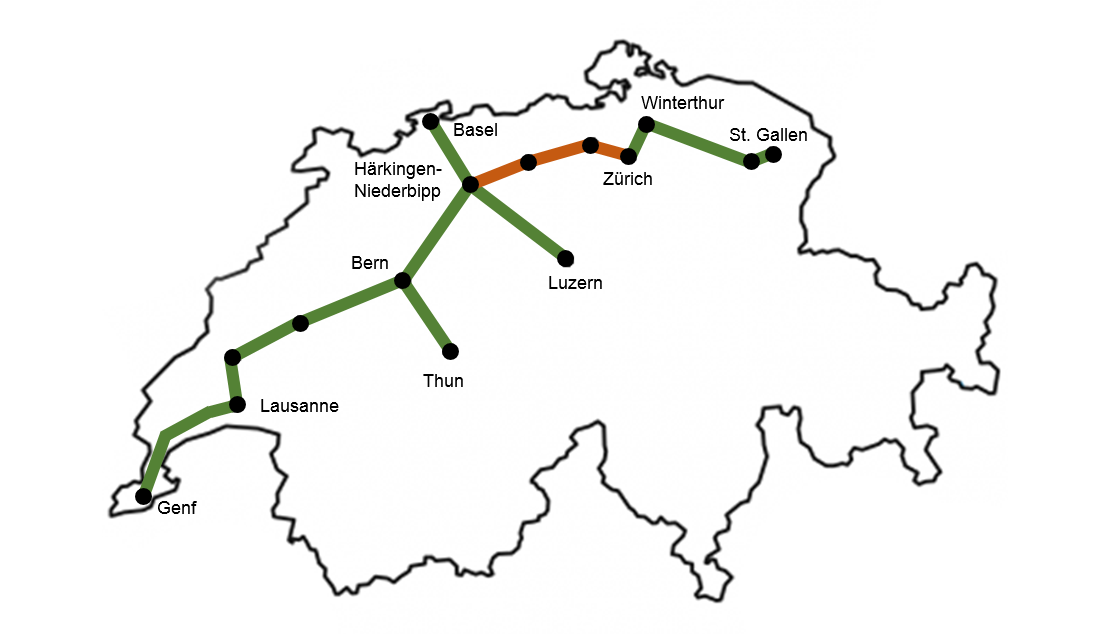
Geplantes Gesamtnetz von CST

### Tunnel
Die Güter sollen unterirdisch in 20 bis 40 m Tiefe transportiert werden. Der Tunnel soll einen Durchmesser von etwa 6 m besitzen. Er wird 3-spurig ausgeführt, mit einer Fahrspur je Fahrtrichtung und einer zentralen Servicespur für Unterhalt, Ausweichen bei blockierten Fahrzeugen und Pufferung / Zwischenlagerung von Gütern und Fahrzeugen. 
Nach mehr als zehn Jahren Planung hat das Projektteam das System 2025 neu konzipiert: Statt selbstfahrende Elektrowagen auf unterirdischen Strassen soll eine Seilbahntechnologie zum Einsatz kommen. Die Wagen sind auf Schienen unterwegs und werden in ein Drahtseilsystem eingehängt.

### Hubs
Die sogenannten Hubs sind vorgesehen, um Güter per Lift in das System einzuspeisen oder dem System zu entnehmen. Dies soll kontinuierlich ablaufen können, sodass der Betrieb in den Tunnel nicht unterbrochen oder gestört wird.
Die Güter werden von CST direkt bei den Nutzern abgeholt beziehungsweise zu den Nutzern geliefert. Dadurch sollen verschiedene An-/Ablieferungen direkt verbunden werden können. Für die Lieferungen zu den Hubs sollen umweltschonende und später auch unbemannte Fahrzeuge verwendet werden. Es ist möglich, dass die Nutzer ihre Güter direkt bei den Hubs abliefern.

### City-Logistik
Für die Auslieferung am Bestimmungsort errichtet Cargo sous terrain ein City-Logistik-System mit umweltschonenden Fahrzeugen, welche es ermöglichen sollen, die Emissionen in den Ballungsräumen markant zu reduzieren. Die Fahrten für die Güterauslieferung in den Städten könnten dabei um 30 % vermindert werden. Das System soll koordinierte Zustell- und Abholtouren ermöglichen, da Waren bereits gebündelt zu den City-Hubs am Stadtrand transportiert und schon im Tunnel in die Reihenfolge der Auslieferung gebracht werden können.

## Erste Etappe
Der erste Tunnel soll bis zum Jahr 2036 Härkingen-Niederbipp und Zürich verbinden. Für den 66,7 km langen Streckenabschnitt sind zehn Haupthubs sowie mehrere Direktanschlüsse vorgesehen. Die erste Etappe soll etwa 3,55 Mrd. Franken kosten. Davon fliessen 71 % in den Bau des Tunnels.

## Weitere Streckenabschnitte
Weitere Streckenabschnitte sollen sukzessive gebaut werden und am Ende von Genf bis nach St. Gallen und von Basel nach Luzern reichen, mit einem ergänzenden Ast von Bern nach Thun.

## Politik

### Bundesrat und Parlament
Der Schweizerische Bundesrat zeigte sich im November 2016 offen, die für den Bau notwendige gesetzliche Grundlage zu schaffen. Allerdings stellte er dazu die folgenden Bedingungen: Der Förderverein muss in eine Aktiengesellschaft umgewandelt werden. CST erfüllte diese Anforderung und gründete am 24. März 2017 eine Aktiengesellschaft. Eine weitere Bedingung des Bundes ist, dass für die erste Projektphase 100 Mio. Franken von privaten Investoren zugesichert sein müssen; davon mindestens die Hälfte aus dem Inland. Die künftigen Betreiber müssen verbindliche Verpflichtungen abgeben. Zudem müssen die von der ersten Teilstrecke betroffenen Kantone Zürich, Aargau und Solothurn einverstanden sein. Ausserdem muss für künftige Kunden der Zugang diskriminierungsfrei gewährleistet werden. Am 28. Oktober 2020 hat der Bundesrat die Botschaft an das Parlament verabschiedet. Am 17. Dezember 2021 wurde der Gesetzesentwurf von National- und Ständerat angenommen. Die Referendumsfrist dieses Entwurfs lief am 7. April 2022 ab. Das Bundesgesetz über den unterirdischen Gütertransport trat am 1. August 2022 in Kraft.

### Kantone
Die Regierungen der beiden direkt betroffenen Kantone Aargau und Solothurn zeigten sich dem Projekt gegenüber skeptisch, da sie vom Nutzen des unterirdischen Gütertunnels noch nicht restlos überzeugt waren. Ausserdem war die Funktionsweise der Hubs noch unklar (Stand 2016).

## Investoren
Im September 2017 präsentierte Cargo sous terrain AG die ersten Investoren für die Baubewilligungsphase der ersten Teilstrecke von Härkingen-Niederbipp nach Zürich. Aus der Versicherungsbranche investieren die Schweizerische Mobiliar und Helvetia Versicherungen, mit Migros und Coop beteiligen sich die beiden grössten Schweizer Detailhändler (Einzelhändler). Die von den Investoren zugesagten Investitionen betragen gesamthaft 22,5 Mio. Franken.
Im Januar 2018 konnten die Initianten vermelden, dass die vom Bundesrat geforderten Investitionszusagen von 100 Mio. Franken, die Hälfte davon aus der Schweiz, erreicht wurden. Als Hauptinvestoren eingestiegen bei der Cargo sous terrain AG sind seither Credit Suisse, die Post, Swisscom, die Zürcher Kantonalbank, K+D, Vaudoise Versicherungen und der europäische Infrastrukturentwickler Meridiam. Zu den Hauptaktionären gehören ausserdem AFRY, Bekaert, Berninvest, BKW, BLKB, Cargo Tube, CSD Ingenieure, DSV Panalpina, ERNE, Flughafen Zürich, Geotest, Marti Gruppe, Mettler2Invest, Migros-Pensionskasse, Pini Swiss Engineers, Rhenus, Schwendimann, Siemens Schweiz, SQS, WIR Bank. Auf das für 2020 geplante Investment des chinesischen Unternehmens Dagong Holding verzichtete CST dagegen.

## Fussnoten
1. ↑  Cargo sous terrain AG. Handelsregisteramt des Kantons Basel-Stadt, abgerufen am 1. Juni 2021.
2. ↑  Christian Späth wird neuer CEO von Cargo sous terrain. In: cst.ch. 24. September 2024, abgerufen am 25. April 2025.
3. 1 2 3  Bundesrat verabschiedet die Botschaft für unterirdische Gütertransportanlagen. In: admin.ch. Der Bundesrat, 28. Oktober 2020, abgerufen am 28. Oktober 2020.
4. ↑  Medienbericht in der SRF – Tagesschau vom 26. Januar 2016, aufgerufen am 13. Februar 2016
5. ↑  Jan Flückiger: Unterirdischer Gütertransport: «Cargo sous terrain» nimmt erste Hürde in Neue Zürcher Zeitung vom 24. November 2016.
6. ↑  Paul Schneeberger: Cargo sous terrain erreicht Etappenziel In: Neue Zürcher Zeitung. 23. Januar 2018.
7. 1 2 3  Unterirdischer Gütertransport - Radikaler Wechsel bei der Planung von Cargo Sous Terrain. In: srf.ch. 25. April 2025, abgerufen am 27. Juli 2025.
8. ↑  Cargo sous terrain erreicht Meilenstein mit Gründung der Aktiengesellschaft. (PDF) Cargo sous terrain AG, 24. März 2017, archiviert vom Original (nicht mehr online verfügbar) am 18. Juni 2017; abgerufen am 19. Juni 2017.  Info: Der Archivlink wurde automatisch eingesetzt und noch nicht geprüft. Bitte prüfe Original- und Archivlink gemäß Anleitung und entferne dann diesen Hinweis.
9. ↑  Medienbericht im SRF – 10vor10 vom 26. Januar 2016, aufgerufen am 13. Februar 2016
10. ↑  Hubs des CST, aufgerufen am 13. Februar 2016
11. ↑  City-Logistik. Cargo sous terrain AG, abgerufen am 19. Juni 2017.
12. ↑  Jocelyn Daloz: Logistik – Cargo Sous Terrain macht vorwärts: Planungsphase beginnt ein Jahr früher. Abgerufen am 25. März 2021.
13. ↑  Limmattaler Zeitung, aufgerufen am 13. Februar 2016 (Memento des Originals vom 27. Januar 2016 im Internet Archive)  Info: Der Archivlink wurde automatisch eingesetzt und noch nicht geprüft. Bitte prüfe Original- und Archivlink gemäß Anleitung und entferne dann diesen Hinweis.
14. ↑  Eine vom Kanton Bern in Auftrag gegebene Studie kommt im April 2024 zum Schluss, dass eine Streckenerweiterung nach Bern, Biel und Thun grundsätzlich wirtschaftlich betrieben werden kann und eine Erschliessung von Bern, Biel und Thun ermöglicht. Medienmitteilung des Kantons Bern Cargo sous terrain: Studienergebnisse zur künftigen Verlängerung des Streckennetzes vom 8. April 2024 (mit Link zur Studie).
15. ↑  Bundesrat legt weiteres Vorgehen für Projekt «Cargo sous terrain» fest Medienmitteilung des Bundesrates vom 15. September 2016.
16. ↑  Unterirdische Gütertransportanlagen: Gesetz für Bewilligungsverfahren liegt nun vor. In: admin.ch. Der Bundesrat, Bundesamt für Verkehr, Generalsekretariat UVEK, 22. Juni 2022, abgerufen am 25. Juni 2022.
17. ↑  U-Bahn für Güter – Zu viele offene Fragen: Kanton Aargau skeptisch gegenüber «Cargo Sous Terrain» In: Aargauer Zeitung. 25. November 2016.
18. ↑  Coop, Migros, Mobiliar und Helvetia investieren in die Baubewilligungsphase von Cargo sous terrain. Cargo sous terrain AG, 7. September 2017, abgerufen am 26. Oktober 2020.
19. ↑  Karim Serrar: Im Brennpunkt: Cargo sous terrain – „Gotthardprojekt des 21. Jahrhunderts“? In: schweizeraktien.net. 14. Januar 2021, abgerufen am 25. März 2021.
20. ↑  Smarte Infrastruktur der Zukunft. In: cst.ch. Cargo sous terrain, abgerufen am 1. Juni 2021.
21. ↑  Maja Briner: Güterverkehr – Geld aus China, nein danke! Cargo Sous Terrain verzichtet auf Angebot von chinesischem Investor. Abgerufen am 25. März 2021.